# MWC 480
MWC 480 — молода зірка в сузір'ї Тельця. Її вік становить усього близько мільйона років. Позначення MWC 480 відповідає каталогу обсерваторії Маунт-Вілсон зірок типів B і A з яскравими водневими лініями в спектрах.
Зірка MWC 480, приблизно вдвічі перевершує за масою Сонце, розташована в 455 світлових роках від Сонця в області зореутворення в Тельці. Її протопланетний диск знаходиться на дуже ранній стадії розвитку — він зовсім недавно сформувався з холодної і темної газово-пилової туманності.
У 2015 році астрономи виявили в протопланетному диску навколо зірки MWC 480 складні органічні молекули. Спостереження на телескопі ALMA показали, що протопланетний диск містить значну кількість ціаністого метилу CH3CN. Це молекулярне з'єднання, а також більш просте з'єднання з того ж сімейства, ціаністий водень (синильна кислота) HCN, було виявлено в холодних зовнішніх областях новоствореного навколозоряного диска, в зоні, аналогічній тій, котру в Сонячній системі астрономи називають поясом Койпера.